# Florissant
Florissant é uma cidade localizada no estado americano do Missouri, no Condado de St. Louis.

## Demografia
Segundo o censo americano de 2000, a sua população era de 50.497 habitantes.
Em 2006, foi estimada uma população de 51.387, um aumento de 890 (1.8%).

## Geografia
De acordo com o United States Census Bureau tem uma área de 30,2 km², dos quais 29,4 km² cobertos por terra e 0,8 km² cobertos por água. Florissant localiza-se a aproximadamente 164 m acima do nível do mar.

## Localidades na vizinhança
O diagrama seguinte representa as localidades num raio de 8 km ao redor de Florissant.